# Regla de Taylor

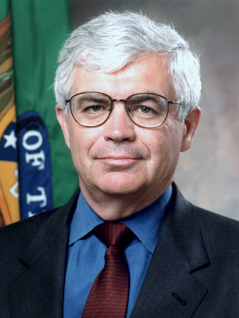
John B. Taylor

La regla de Taylor relaciona la tasa de interés nominal que debería adoptar un Banco Central con la inflación, producto interno bruto y otras variables económicas. Utilizada en política monetaria.
Esta regla la propuso en 1993 el economista de EE. UU. John B. Taylor y simultáneamente Dale W. Henderson y Warwick McKibbin. Su finalidad es fomentar la estabilidad de precios y la plena ocupación mediante la reducción de la incertidumbre y el aumento de la credibilidad de las acciones futuras del Banco Central. También sirve para evitar inconsistencias temporales cuando se realizan políticas macroeconómicas discrecionales.

## Ecuación
Según la versión original de la regla de Taylor, la tasa de interés nominal debe responder a las divergencias de las tasas de inflación reales del objetivo de inflación y del actual producto interior bruto (PIB) del potencial del PIB:
{\displaystyle i_{t}=\pi _{t}+r_{t}^{*}+a_{\pi }(\pi _{t}-\pi _{t}^{*})+a_{y}(y_{t}-{\bar {y}}_{t}).}
En esta ecuación, {\displaystyle \,i_{t}\,} es el objetivo a corto plazo del tipo de interés nominal (por ejemplo, la tasa de fondos federales en los EE. UU.), {\displaystyle \,\pi _{t}\,} es la tasa de inflación medida por el deflactor del PIB, {\displaystyle \pi _{t}^{*}} es la tasa de inflación deseada, {\displaystyle r_{t}^{*}} es la tasa de interés real de equilibrio asumido. {\displaystyle \,y_{t}\,} es el logaritmo de bienes PIB , y {\displaystyle {\bar {y}}_{t}} es el logaritmo de la producción potencial, determinado mediante una tendencia lineal.
En esta ecuación, tanto {\displaystyle a_{\pi }} como {\displaystyle a_{y}} debe ser positivo (como regla empírica, el trabajo de Taylor de 1993 ajuste propuesto era {\displaystyle a_{\pi }=a_{y}=0.5}). Es decir, la regla "recomienda" una tasa de interés relativamente alta (una política monetaria "agresiva") cuando la inflación está por encima de su objetivo o cuando la producción está por encima del nivel de pleno empleo, con el fin de reducir la presión inflacionaria. Y se recomienda una tasa de interés relativamente baja (la política monetaria "laxa"), en el caso contrario, para estimular la producción. A veces los objetivos de la política monetaria pueden entrar en conflicto, como en el caso de estanflación, cuando la inflación está por encima de su objetivo, mientras que la producción está por debajo del pleno empleo. En tal situación, la regla de Taylor especifica los pesos relativos dados a la reducción de la inflación en comparación con el aumento de la producción.

## El principio de Taylor
Al especificar {\displaystyle a_{\pi }>0} (con un objetivo de inflación cero), la regla de Taylor, dice que el aumento de la inflación en un punto porcentual debe forzar al Banco Central a elevar la tasa de interés nominal en más de un punto porcentual (en concreto, en la suma de los dos coeficientes de la ecuación anterior). Dado que la tasa de interés real es (aproximadamente) la tasa de interés nominal menos la inflación, implica que cuando la inflación sube, la tasa de interés real debe aumentar. La idea de que la tasa de interés real debe elevarse para enfriar la economía cuando aumenta la inflación (requiere que el tipo de interés nominal debe aumentar más que la inflación) a veces se ha llamado el principio de Taylor.

## Modificaciones de la regla
Si bien la regla de Taylor ha sido muy influyente, existe un debate sobre si se deben introducir otros términos en la formulación. De acuerdo con algunos modelos macroeconómicos simples neokeynesianos, en la medida en que el banco central mantiene estable la inflación, el grado de fluctuación en la producción se optimizará (Blanchard y Gali llaman a esto la ' divina coincidencia "). En este caso, el banco central no tiene que tomar en cuenta las fluctuaciones en la brecha del producto a la hora de fijar las tasas de interés (es decir, se puede configurar de manera óptima {\displaystyle a_{y}=0}.) Por otra parte, otros economistas han propuesto incluir términos adicionales en la regla de Taylor para tener en cuenta la brecha monetaria o las condiciones financieras: por ejemplo, la tasa de interés podría incluir los precios de acciones o de la vivienda.

## Utilidad
Aunque la Reserva Federal no emplea de manera explícita la regla de Taylor, diversos analistas han señalado que ofrece un resumen bastante exacto de la política monetaria de EE. UU. bajo Paul Volcker y Alan Greenspan. Se han realizado observaciones similares sobre los bancos centrales de otras economías desarrolladas, tanto en países como Canadá y Nueva Zelanda que han adoptado oficialmente las metas de inflación, y en otros como Alemania, donde la política del Deutsche Bundesbank no fija oficialmente la tasa de inflación.  Clarida , Galí y Gertler citan esta observación como una razón por la cual la inflación se mantuvo bajo control y que la economía se ha mantenido relativamente estable (la llamada "Gran Moderación") en los países más desarrollados a partir de la década de 1980 hasta la década del 2000. Sin embargo, de acuerdo con Taylor, la regla no se siguió en parte de la década de 2000, que puede dar lugar a la burbuja inmobiliaria. Algunos estudios han determinado que algunos hogares forman sus expectativas sobre la trayectoria futura de las tasas de interés, la inflación, y el desempleo de una manera que es consistente con las reglas de tipo Taylor.

## Críticas
Athanasios Orphanides (2003) afirmó que la regla de Taylor puede confundir a los responsables políticos, ya que se encuentra frente a datos en tiempo real. El autor muestra que la regla de Taylor coincide con la tasa de los fondos EE. UU. menos perfectamente cuando se tiene en cuenta de estas limitaciones sobre la información disponible y una política activista siguiendo la regla de Taylor habría dado lugar a un comportamiento macroeconómico inferior durante la gran inflación de los años setenta.